# Live at Negril
Live at Negril – drugi album koncertowy Capletona, jamajskiego wykonawcy muzyki reggae i dancehall.
Płyta została wydana 31 lipca 2003 roku przez niewielką francuską wytwórnię Nocturne Records. Znalazło się na niej nagranie z koncertu Capletona w kurorcie Negril na Jamajce w 2001 roku.

## Lista piosenek
1. "Mighty Mike (Intro)"
2. "Overtime Bomb"
3. "Cuyah, Cuyah, Cuyah"
4. "Who Dem"
5. "Hang Dem Up"
6. "Hunt You"
7. "Don’t Cry No More"
8. "Hands Up"
9. "Can't Hold We Down"
10. "Melting Pot"
11. "Jah Jah City"
12. "Run the Place"
13. "Hands Off"
14. "Never Get Down"
15. "Hot Get Hotter"
16. "Boom"
17. "Crazy Look"
18. "Final Assassin"
19. "Africa Bound"
20. "Critics"
21. "Bun Dem Dreadies"
22. "Mystic in the Clouds"
23. "Stand Tall"
24. "High Grade"
25. "More Prophet"
26. "Ready Fi Bun"
27. "Punnany (Medley)"
28. "In & Out"
29. "Right Now"
30. "Nothing Beat A Trial"
31. "Down the Place"
32. "How Dem So Hype"
33. "Can't Sleep at Night"
34. "Don't Dis"
35. "Raggy Road"
36. "Who I Am"